# 75. ročník udílení Oscarů
75. ročník udílení Oscarů proběhl 23. března 2003 v Kodak Theatre Hollywood, Los Angeles a udílel ocenění pro nejlepší filmařské počiny roku 2002. Udílely se ceny ve 24 kategoriích a producentem byl Gil Cates. Večer moderoval podruhé Steve Martin.

## Nominace a vítězové
Vítězové v dané kategorii jsou uvedeni tučně.
| Nejlepší film | Nejlepší režie |
| --- | --- |
| Chicago - Gangy New Yorku - Hodiny - Pán prstenů: Dvě věže - Pianista | Roman Polanski – Pianista - Rob Marshall – Chicago - Martin Scorsese – Gangy New Yorku - Stephen Daldry – Hodiny - Pedro Almodóvar – Mluv s ní |
| Nejlepší herec | Nejlepší herečka |
| Adrien Brody jako Władysław Szpilman – Pianista - Nicolas Cage jako Charlie Kaufman/Donald Kaufman – Adaptace - Michael Caine jako Thomas Fowler – Tichý Američan - Daniel Day-Lewis jako William „Bill, řezník“ Cutting – Gangy New Yorku - Jack Nicholson jako Warren R. Schmidt – O Schmidtovi                                                  | Nicole Kidmanová jako Virginia Woolf – Hodiny - Salma Hayeková jako Frida Kahlo – Frida - Diane Lane jako Constance „Connie“ Summer – Nevěrná - Julianne Moore jako Cathy Whitaker – Daleko od nebe - Renée Zellweger jako Roxie Hart – Chicago                 |
| Nejlepší herec ve vedlejší roli | Nejlepší herečka ve vedlejší roli |
| Chris Cooper jako John Laroche – Adaptace - Ed Harris jako Richard Brown – Hodiny - Paul Newman jako John Rooney – Road to Perdition - John C. Reilly jako Amos Hart – Chicago - Christopher Walken jako Frank Abagnale, Sr. – Chyť mě, když to dokážeš                                                                                            | Catherine Zeta-Jones jako Velma Kelly – Chicago - Kathy Batesová jako Roberta Herztel – O Schmidtovi - Queen Latifah jako Matron „Mama“ Morton – Chicago - Julianne Moore jako Laura McGrath Brown – Hodiny - Meryl Streepová jako Susan Orlean – Adaptace      |
| Nejlepší původní scénář | Nejlepší adaptovaný scénář |
| Mluv s ní – Pedro Almodóvar - Daleko od nebe – Todd Haynes - Gangy New Yorku – Jay Cocks, Steven Zaillian, a Kenneth Lonergan - Moje tlustá řecká svatba – Nia Vardalos - Mexická jízda – Carlos Cuarón a Alfonso Cuarón | Pianista – Ronald Harwood - Jak na věc – Peter Hedges, Chris Weitz a Paul Weitz - Adaptace – Charlie Kaufman a Donald Kaufman - Chicago – Bill Condonbased - Hodiny – David Hare                                                                                |
| Nejlepší cizojazyčný film | Nejlepší dokument |
| Nikde v Africe (Německo) – Caroline Link - Zločin pátera Amara (Mexiko) – Carlos Carrera - Hrdina (Čína) – Čang I-mou - Muž bez minulosti (Finsko) – Aki Kaurismäki - Zus & Zo (Nizozemsko) – Paula van der Oest | Bowling for Columbine – Michael Moore a Michael Donovan - Daughter from Danang – Gail Dolgin a Vicente Franco - Prisoner of Paradise – Malcolm Clarke a Stuart Sender - Spellbound – Jeffrey Blitz a Sean Welch - Ptačí svět – Jacques Perrin                   |
| Nejlepší krátký dokument | Nejlepší krátký hraný film |
| Twin Towers – Bill Guttentag a Robert David Port - Larry z naší ulice – Alice Elliott - Mighty Times: The Legacy of Rosa Parks – Robert Hudson a Bobby Houston - Why Can't We Be a Family Again? – Roger Weisberg a Murray Nossel | This Charming Man – Martin Strange-Hansen a Mie Andreasen - Fait D'Hiver – Dirk Beliën a Anja Daelemans - Počkám na další – Philippe Orreindy a Thomas Gaudin - Inja – Steven Pasvolsky a Joe Weatherstone - Johnny Flynton – Lexi Alexander a Alexander Buono  |
| Nejlepší animovaný film | Nejlepší krátký animovaný film |
| Cesta do fantazie – Hajao Mijazaki - Doba ledová – Chris Wedge - Lilo a Stitch – Chris Sanders - Spirit - divoký hřebec – Jeffrey Katzenberg - Planeta pokladů – Ron Clements | The ChubbChubbs! – Eric Armstrong - Kolo – Chris Stenner a Heidi Wittlinger - Katedrála – Tomek Baginski - Mikeovo nové auto – Pete Docter a Roger L. Gould - Atamajama – Kódži Jamamura                                                                        |
| Nejlepší píseň | Nejlepší zvukové efekty |
| „Lose Yourself“ – Eminem, Jeff Bass a Luis Resto – Osmá míle - „I Move On“ – John Kander a Fred Ebb – Chicago - „Burn It Blue“ – Elliot Goldenthal a Julie Taymor – Frida - „The Hands That Built America“ – Bono, The Edge, Adam Clayton a Larry Mullen – Gangy New Yorku - „Father and Daughter“ – Paul Simon – Thornberryovi na cestách         | Pán prstenů: Dvě věže – Mike Hopkins a Ethan Van der Ryn - Minority Report – Richard Hymns a Gary Rydstrom - Road to Perdition – Scott Hecker |
| Nejlepší zvuk | Nejlepší výprava |
| Chicago – Michael Minkler, David Lee a Dominick Tavella - Gangy New Yorku – Tom Fleischman, Eugene Gearty a Ivan Sharrock - Pán prstenů: Dvě věže – Christopher Boyes, Michael Semanick, Michael Hedges a Hammond Peek - Road to Perdition – Scott Millan, Bob Beemer a John Pritchett - Spider-Man – Kevin O'Connell, Greg P. Russell a Ed Novick | Chicago – John Myhre a Gordon Sim - Frida – Felipe Fernández del Paso a Hania Robledo - Gangy New Yorku – Dante Ferretti a Francesca Lo Schiavo - Pán prstenů: Dvě věže – Grant Major a Dan Hennah a Alan Lee - Road to Perdition –Dennis Gassner a Nancy Haigh |
| Nejlepší kamera | Nejlepší střih |
| Road to Perdition – Conrad Hall - Chicago – Dion Beebe - Daleko od nebe – Edward Lachman - Gangy New Yorku – Michael Ballhaus - Pianista – Paweł Edelman | Chicago – Martin Walsh - Gangy New Yorku – Thelma Schoonmaker - Hodiny – Peter Boyle - Pán prstenů: Dvě věže – Michael Horton - Pianista – Hervé de Luze |
| Nejlepší masky | Nejlepší kostýmy |
| Frida – John E. Jackson a Beatrice De Alba - Stroj času – John M. Elliott Jr. a Barbara Lorenz | Chicago – Colleen Atwood - Frida – Julie Weiss - Gangy New Yorku – Sandy Powell - Hodiny – Ann Roth - Pianista – Anna B. Sheppard |
| Nejlepší hudba | Nejlepší vizuální efekty |
| Frida – Elliot Goldenthal - Chyť mě, když to dokážeš – John Williams - Daleko od nebe – Elmer Bernstein - Hodiny – Philip Glass - Road to Perdition – Thomas Newman | Pán prstenů: Dvě věže– Jim Rygiel, Randall William Cook, Alex Funke a Joe Letteri - Spider-Man – John Dykstra, Scott Stokdyk, Anthony LaMolinara a John Frazier - Star Wars: Epizoda II – Klony útočí – Rob Coleman, Pablo Helman, John Knoll a Ben Snow        |